# غیرمحرمانه (مجموعه تلویزیونی)
غیرمحرمانه سریالی به کارگردانی مسعود رسام و تهیه‌کنندگی امیر پروین‌حسینی است، که در سال ۱۳۸۷ از شبکه ۵ سیما به روی آنتن رفت.

## خلاصه داستان
افسری بازنشسته خودرویی را طراحی می‌کند که دارای قابلیتهای عجیب و منحصر به فردی است؛ ولی پیش از اینکه وی خودرو را ثبت کند یا دیگران را از این موضوع آگاه کند، از دنیا می‌رود. ورثه او که از این موضوع اطلاع ندارند، پس از مرگش تصمیم به فروش خودرو می‌گیرند؛ که همین موضوع سبب به وجود آمدن ماجراهای مختلف و اتفاقات جذابی می‌شود.

## بازیگران
- یوسف تیموری
- فریبا نادری
- سعید پیردوست
- سحر ولدبیگی
- رضا توکلی
- مهرداد ضیایی
- ندا مقصودی
- فلور نظری
- مهران رجبی
- جواد انصافی
- احمدرضا اسعدی
- ابراهیم زارعی
- سوسن مقصودلو
- ندا قربانی
- شیوا خسرومهر
- بهروز بقایی
- عباس محبوب
- رضا بنفشه‌خواه
- محسن غلامی
- فرزاد حاتمیان
- یوسف بختیاری
- جواد زیتونی
- بهروز خوش‌فطرت
- کبری فرخی
- مجید نظیمی آرانی
- مهدی قاهری
- پریسا رضایی
- بهرام ابراهیمی
- اصغر حیدری
- علی شریفی